# Ulderico Sacchetto
Ulderico Sacchetto (Roma, 13 ottobre 1911 – Mar Rosso, 3 aprile 1941) è stato un militare e marinaio italiano, decorato di medaglia d'oro al valor militare alla memoria nel corso della seconda guerra mondiale.

## Biografia
Nacque a Roma il 13 ottobre 1911. Mentre lavorava come meccanico in una officina, si arruolò volontario nella Regia Marina nel 1929 ed assegnato alla categoria siluristi, ed al termine del corso, sostenuto presso la Scuola C.R.E.M. di San Bartolomeo (La Spezia), si imbarcò su unità siluranti di superficie. Nell'ottobre 1938, a sua domanda, venne posto in congedo con il grado di sottocapo.
Richiamato in servizio nel settembre 1939, imbarcò sul cacciatorpediniere Daniele Manin , in forza alla 3ª Squadriglia di stanza nel Mar Rosso. Dopo l'entrata in guerra del Regno d'Italia, avvenuta il 10 giugno 1940, partecipò alle operazioni belliche nelle acque dell'A.O.I., in particolare nel bombardamento contro Porto Sudan.
Il 3 aprile 1941, il Daniele Manin, insieme ad altre unità, partecipò al tentativo diretto su Porto Sudan e durante la navigazione sull'obiettivo, l'unità venne sottoposta ad incessanti attacchi aerei, che la danneggiarono gravemente, immobilizzandola e allora il comandante, Araldo Fadin, ne ordinò l'autoaffondamento per evitarne la cattura. Rimasto al suo posto fino all'ultimo, si offrì volontario per predisporre le cariche esplosive riconducendo a bordo il vicecomandante, tenente di vascello Armando Crisciani e il direttore di macchina Rodolfo Batagelj. Tutti e tre rimasero uccisi quando il  cacciatorpediniere si capovolse ed affondò. Una via di Roma porta il suo nome.

### Fonti
1. ↑  Alberini, Prosperini 2016, p. 477.
2. 1 2 3  Combattenti Liberazione.
3. 1 2 3 4  Marina Difesa.
4. ↑   Ulderico Sacchetto, su Quirinale.it. URL consultato il 20 novembre 2018.